# Elburg
Elburg este o comună și o localitate în provincia Gelderland, Țările de Jos. 

## Localități componente
Doornspijk, Elburg, 't Harde, Hoge Enk, Oostendorp.